# Première dame di Francia
Il termine première dame di Francia ("prima signora" in italiano) è utilizzato nei media per indicare la coniuge o la partner del presidente della Repubblica francese.
Non è collegato a uno status ufficiale, legislativo o regolamentare. In assenza di statuto, è la moglie o la fidanzata del capo dello Stato. Il suo ruolo pubblico è aumentato nella seconda metà del XX secolo, fin dalla costituzione della Quinta Repubblica.

## Origini
Per molto tempo è stata chiamata moglie del presidente, "la présidente", ma questo uso non ha resistito alla femminilizzazione dei nomi commerciali che dà l'espressione nel caso in cui l'ufficio presidenziale fosse esercitato da una donna.
Giornalisti francesi hanno utilizzato anche il termine "première dame di Francia", riecheggiando l'americano first lady, a designare la moglie del presidente della Repubblica francese. In francese, il termine "dame" vale anche per le donne di un certo rango sociale, fatte salve le rispettive situazioni matrimoniali. Tuttavia, questo termine viene usato per un lungo periodo in Francia, ad esempio, dagli autori del XIX secolo, a designare il primo personaggio femminile secondo l'ordine protocollare: la regina, l'imperatrice, il reggente o la madre il reggente. Cominciò a essere comunemente utilizzato dalla stampa in merito a Michelle Auriol, moglie del presidente Vincent Auriol.
Il problema della designazione di un uomo coniuge non si è mai posto in Francia.

## Funzione

### Protocollo
Il coniuge del presidente non è una costituita funzione, in pratica, tuttavia, ha un posto nel protocollo istituzionale.
Il ruolo di intercessione della moglie del capo dello Stato sorge in particolare con l'elezione del Presidente della Repubblica a suffragio universale, ruolo che secondo un ministro della Giustizia non è accettabile in nome di un'autorità amministrativa detenuta dalla moglie del capo di Stato, ma per conto della sua "autorità morale" .

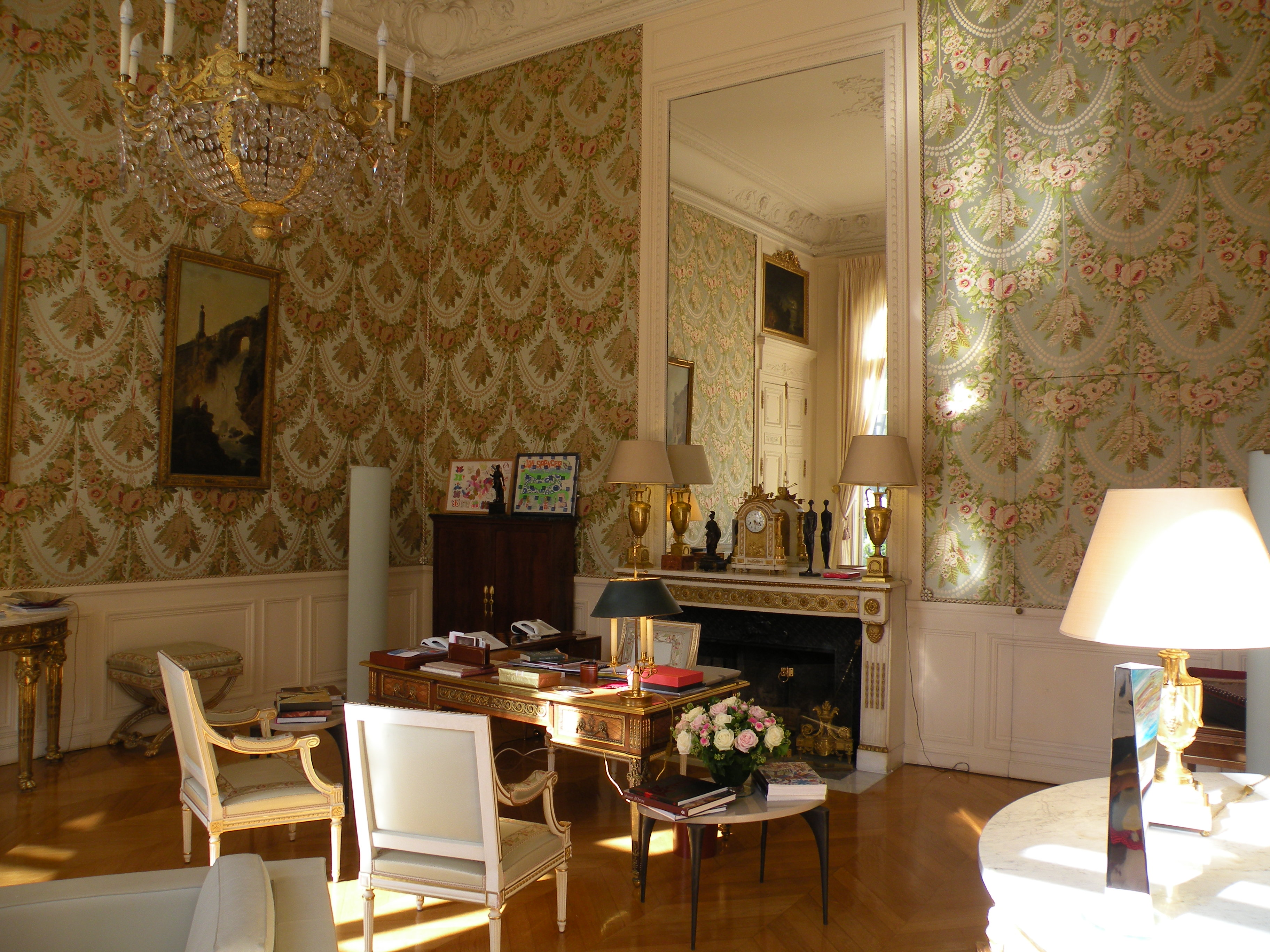
L'ufficio della première dame nel 2011, al tempo di Carla Bruni-Sarkozy (Salon bleu del palazzo dell'Eliseo).

### Storia
La moglie del presidente della Repubblica è spesso presente a cene di gala presso il palazzo dell'Eliseo e in viaggio diplomatico quando si viaggia all'estero. Anche se non ancora presidente, Charles de Gaulle si fa accompagnare nel 1940 da sua moglie Yvonne de Gaulle - su richiesta di ufficiali britannici, tra cui Winston Churchill - in un viaggio per farlo conoscere nel Regno Unito come il capo della Francia Libera e rappresentante di Francia che continua la lotta a fianco degli Alleati. Yvonne de Gaulle è anche la madrina, nel 1960, del piroscafo France. Per gli auguri presidenziali del 31 dicembre 1975, il presidente Valéry Giscard d'Estaing associa sua moglie Anne-Aymone: non vi è in questa azione che la volontà di presentare la sua moglie come una risorsa in termini di strategia di comunicazione che il presidente prende, senza nascondere, il suo modello a questo proposito: il presidente degli Stati Uniti John F. Kennedy e sua moglie Jacqueline Kennedy.
Se ogni first lady si è spesa per la carità, è in realtà Danielle Mitterrand la prima ad essere coinvolta nella politica, con la condivisione dei media del suo punto di vista sul mondo. Il ruolo della first lady, se non è ben definito, viene definitivamente disegnato da ciascuna secondo la sua personalità.
A differenza degli Stati Uniti, dove la first lady ha un'infrastruttura regolamentata alla Casa Bianca, la situazione in Francia è meno ufficiale e chiara: il capo dello staff della first lady non partecipa alle riunioni dei consulenti del presidente della Repubblica. In Francia è il presidente che determina un budget a disposizione dai fondi della Presidenza: il direttore delle comunicazioni della Elysee, Christian Gravel, lo giustifica così: "La signora ha un ruolo di rappresentanza con il presidente. E 'normale che ci siano dei dipendenti "
All'interno del palazzo dell'Eliseo, la first lady francese ha un ufficio (attualmente il salone Blu) e un gabinetto di 5-6 persone, tra cui due segretari, un project manager e un assistente per il capo di gabinetto. I membri dello staff possono variare nel tempo come sotto alcune presidenze (con Bernadette Chirac se ne contavano 20 e con Carla Bruni-Sarkozy una quindicina). Lo staff Valérie Trierweiler era guidato dall'ex giornalista Patrice Biancone.
. 

## Elenco

### III Repubblica (1870-1940)
| Foto / ritratto | Nome usato (all'epoca o come coniugata) | Nome da nubile          | Vita      | Marito                     | Matrimonio | Durata    |
| --------------- | --------------------------------------- | ----------------------- | --------- | -------------------------- | ---------- | --------- |
|                 | Élise Thiers                            | Dosne                   | 1818-1880 | Adolphe Thiers             | 1833       | 1871-1873 |
|                 | Élisabeth de Mac Mahon                  | de La Croix de Castries | 1834-1900 | Patrice de Mac Mahon       | 1854       | 1873-1879 |
|                 | Coralie Grévy                           | Fraisse                 | 1811-1893 | Jules Grévy                | 1848       | 1879-1887 |
|                 | Cécile Carnot                           | Dupont-White            | 1841-1898 | Marie François Sadi Carnot | 1863       | 1887-1894 |
|                 | Hélène Casimir-Perier                   | Perier-Vitet            | 1854-1912 | Jean Casimir-Perier        | 1873       | 1894-1895 |
|                 | Berthe Faure                            | Belluot                 | 1842-1920 | Félix Faure                | 1865       | 1895-1899 |
|                 | Marie-Louise Loubet                     | Picard                  | 1843-1925 | Émile Loubet               | 1869       | 1899-1906 |
|                 | Jeanne Fallières                        | Bresson                 | 1849-1939 | Armand Fallières           | 1868       | 1906-1913 |
|                 | Henriette Poincaré                      | Benucci                 | 1858-1943 | Raymond Poincaré           | 1904       | 1913-1920 |
|                 | Germaine Deschanel                      | Brice de Vièle          | 1876-1959 | Paul Deschanel             | 1901       | 1920-1920 |
|                 | Jeanne Millerand                        | Levayer                 | 1864-1950 | Alexandre Millerand        | 1888       | 1920-1924 |
|                 | Jeanne Doumergue                        | Gaussal                 | 1879-1963 | Gaston Doumergue           | 1931       | 1931      |
|                 | Blanche Doumer                          | Richel                  | 1859-1933 | Paul Doumer                | 1878       | 1931-1932 |
|                 | Marguerite Lebrun                       | Nivoit                  | 1878-1947 | Albert Lebrun              | 1901       | 1932-1940 |

### IV Repubblica (1946-1958)
| Foto | Nome usato (all'epoca o come coniugata) | Nome da celibe | Vita      | Marito         | Matrimonio | Durata    |
| ---- | --------------------------------------- | -------------- | --------- | -------------- | ---------- | --------- |
|      | Michelle Auriol                         | Aucouturier    | 1896-1979 | Vincent Auriol | 1912       | 1947-1954 |
|      | Germaine Coty                           | Corblet        | 1886-1955 | René Coty      | 1907       | 1954-1955 |

### V Repubblica (dal 1958)
| Foto | Nome usato (all'epoca o come coniugata) | Nome da celibe     | Vita      | Marito                   | Matrimonio | Durata    |
| ---- | --------------------------------------- | ------------------ | --------- | ------------------------ | ---------- | --------- |
|      | Yvonne de Gaulle                        | Vendroux           | 1900-1979 | Charles de Gaulle        | 1921       | 1959-1969 |
|      | Claude Pompidou                         | Cahour             | 1912-2007 | Georges Pompidou         | 1935       | 1969-1974 |
|      | Anne-Aymone Giscard d'Estaing           | Sauvage de Brantes | 1933-     | Valéry Giscard d'Estaing | 1952       | 1974-1981 |
|      | Danielle Mitterrand                     | Gouze              | 1924-2011 | François Mitterrand      | 1944       | 1981-1995 |
|      | Bernadette Chirac                       | Chodron de Courcel | 1933-     | Jacques Chirac           | 1956       | 1995-2007 |
|      | Cécilia Sarkozy                         | Ciganer-Albeniz    | 1957-     | Nicolas Sarkozy          | 1996       | 2007      |
|      | Carla Bruni-Sarkozy                     | Bruni Tedeschi     | 1967-     | Nicolas Sarkozy          | 2008       | 2008-2012 |
|      | Valérie Trierweiler                     | Massonneau         | 1965-     | François Hollande        | -          | 2012-2014 |
|      | Brigitte Macron                         | Trogneux           | 1953-     | Emmanuel Macron          | 2007       | dal 2017  |